# Лутіше
Лутіше (словац. Lutiše) — село, громада округу Жиліна, Жилінський край, регіон Кисуце. Кадастрова площа громади — 20,08 км².
Населення 728 осіб (станом на 31 грудня 2017 року). Протікає річка Радостка.

## Історія
Лутіше згадується 1662 року.

## Населення
| Рік:            | 1994. | 2004.   | 2014.   | 2024.   |
| --------------- | ----- | ------- | ------- | ------- |
| Кількість осіб: | 842   | 818     | 740     | 758     |
| Різниця:        |       | -2,85 % | -9,53 % | +2,43 % |

| Рік:            | 2023. | 2024.   |
| --------------- | ----- | ------- |
| Кількість осіб: | 757   | 758     |
| Різниця:        |       | +0,13 % |